# Little Willie John
Little Willie John (ur. 15 listopada 1937, zm. 26 maja 1968) – amerykański piosenkarz rockowy, przedstawiciel gatunków rytm and blues i soul. Choć John nie zdobył nigdy popularności na miarę Sama Cooke, Clyde McPhattera czy Jamesa Brown zaliczany jest do najwybitniejszych przedstawicieli swego gatunku. John charakteryzował się bardzo silnym, plastycznym i obejmującym niespotykaną skalę głosem, który kontrastował z jego niewielką posturą. Posiadał zaledwie 161 cm wzrostu. Od tego faktu pochodził także jego przydomek little – mały. W osiągnięciu statusu gwiazdy na miarę swego talentu przeszkodziło mu jego gwałtowne usposobienie. Johna można wręcz uznać za prekursora współczesnych rapujących gangsterów. John zwykł nosić przy sobie noże i broń palną oraz manifestować agresję. W czasie jednego z incydentów poważnie zranił nożem swojego oponenta i został skazany na długoletnie odosobnienie. Zmarł w więzieniu na zapalenie płuc. Do największych przebojów artysty należą Need Your Love So Bad, Suffering with the Blues, Fever, Let Them Talk i Sleep.
W 1996 Little Willie John został pośmiertnie wprowadzony do Rock and Roll Hall of Fame.

## Dyskografia
- 1956 – Fever
- 1959 – Talk to Me
- 1960 – Mister Little Willie John
- 1961 – The Sweet, The Hot, The Teenage Beat
- 1961 – Sure Things
- 1962 – Come On and Join Little Willie John
- 1964 – These Are My Favorite Songs
- 1966 – Little Willie Sings All Originals
- 1970 – Free at Last
- 2002 – Home at Last